# Quartier de la Place Vendôme
Das Quartier de la Place Vendôme ist das 4. der 80 Quartiers (Stadtviertel) von Paris im 1. Arrondissement.

Die Stadtviertel im 1. Arrondissement

## Lage
Der Verwaltungsbezirk umfasst im Wesentlichen nur den Place Vendôme und wird von folgenden Straßen begrenzt:
- Westen: Rue Saint-Florentin, Rue du Chevalier de Saint-George
- Norden: Boulevard de la Madeleine, Rue des Capucines, Rue Danielle Casanova
- Osten: ein kurzes Stück der Avenue de l’Opéra bis zur Rue Saint-Roche
- Süden: Rue de Rivoli

## Namensursprung
Das Quartier trägt den Namen, da es im Prinzip nur aus diesem Platz besteht.

## Geschichte
Der Bereich Place Vendôme wurde 1790 gebildet und als Verwaltungseinheit (französisch Section des Piques) 1792 und 1795 mit dem Namen «Quartier de la Place-Vendôme» bestätigt. Das Viertel lag damals im ehemaligen 1. Arrondissement von Paris.
Mit kaiserlichem Erlass vom 1. November 1859 wurde ein neuer Verwaltungsbezirk geschaffen und das Quartier folgendermaßen festgelegt:

« Quartier De la place Vendôme (sic).
 Une ligne partant de la rue de Rivoli et suivant l'axe des rues de Saint-Florentin, Richepance et Duphot. Des rues Neuve-des-Capucines, Neuve-des-Petits-Champs. Neuve-Saint-Roch, du Dauphin. Et de Rivoli jusqu'au point de départ. »

„Das Quartier De la place Vendôme (sic).

Eine Linie von der Rue de Rivoli und weiter zur Achse der Straßen von Saint-Florentin, Richepance und Duphot. Der Straßen Neuve-des-Capucines, Neuve-des-Petits-Champs. Neuve-Saint-Roch, du Dauphin. Und von Rivoli bis zum Ausgangspunkt.“

## Demographie
Die Entwicklung der Besiedlung des Quartier (Fläche: 27 ha):
| Jahr (nationale Volkszählung) | Bevölkerung | Bevölkerungsdichte (Einw/km²) | Veränderung zur letzten Zählung |
| ----------------------------- | ----------- | ----------------------------- | ------------------------------- |
| 1860                          | 15.123      |                               |                                 |
| 1954                          | 7.420       | 27.481                        |                                 |
| 1962                          | 6.661       | 24.670                        |                                 |
| 1968                          | 5.923       | 21.937                        |                                 |
| 1975                          | 4.214       | 15.811                        |                                 |
| 1982                          | 3.252       | 12.044                        |                                 |
| 1990                          | 3.116       | 11.541                        | − 4,2 %                         |
| 1999                          | 3.044       | 11.274                        | − 2,3 %                         |